# Коновалов Олексій Ігорович
Олексі́й І́горович Конова́лов (31 січня 1970, м. Чернігів, Українська РСР — 12 червня 2014, с. Велика Чернігівка, Станично-Луганський район, Луганська область, Україна) — український військовослужбовець, капітан Збройних сил України.

## Життєпис
Олексій Коновалов народився в Чернігові, де мешкав до 6-річного віку. Перші шкільні роки пройшли в російському місті Тольятті Самарської області, де на той час жили батьки, там Олексій навчався у школі з 1976 по 1983 рік. 1983-го родина переїхала в Україну, до міста Чернігів. Навчався в середніх школах № 9 та № 15 міста Чернігова. Продовжив навчання у Чернігівському професійно-технічному училищі № 5.
З 1988 року — у лавах Збройних Сил. 1992 року закінчив Київське вище військове інженерне училище зв'язку імені М. І. Калініна за спеціальністю «інженер електрозв'язку». Служив у Військово-Повітряних Силах України, зокрема в Автономній Республіці Крим. 2003 року, після 16 років військової служби, звільнився в запас у званні капітана.
Нетривалий час працював охоронцем, згодом разом з товаришем зайнявся підприємництвом, налагодив виробництво пристроїв, які дозволяли удосконалити користування інтернетом. Після закриття цієї фірми працював інженером у сфері автоматизації заводів. Їздив на заробітки до Польщі. Знав польську, французьку, англійську мови.
Взимку 2013—2014 років брав активну участь у подіях Революції гідності у Києві, захищав барикади під час найжорсткіших протистоянь 18—20 лютого. Був заступником сотника чернігівської сотні Майдану, членом штабу Чернігівської обласної «Народної Самооборони». На Майдані познайомився зі свободівцями і вступив до лав Чернігівської обласної організації ВО «Свобода». Після початку російської збройної агресії проти України у березні брав участь в облаштуванні блокпоста в с. Киселівка на в'їзді до Чернігова зі сторони кордону з РФ, допомагав українським військовикам із ремонтом техніки. 24 квітня 2014 року як доброволець призваний за частковою мобілізацією до лав Збройних Сил, у структурі яких почали формуватись батальйони територіальної оборони України.
Капітан, командир 2-го стрілецького взводу стрілецької роти 13-го батальйону територіальної оборони Чернігівської області «Чернігів-1» (військова частина польова пошта В2278).
З травня 2014 року брав участь в Антитерористичній операції на сході України. Був командиром блокпоста біля села Велика Чернігівка Станично-Луганського району Луганської області. У сутичці з проросійськими сепаратистами зазнав ножового поранення ноги, до медиків не звертався, обробив та зашив рану сам.
12 червня 2014 року капітан Коновалов загинув внаслідок нещасного випадку, від удару струмом під час проведення електропроводки.
Похований 16 червня на кладовищі Чернігова «Яцево». У червня 2015 року на міському цвинтарі «Яцеве» встановлено пам'ятник загиблому свободівцю.
Залишились батьки Наталія та Ігор Коновалови, донька Лариса та син Олександр.

## Нагороди та вшанування
- 21 березня 2016 року за особисту мужність і героїзм, виявлені у захисті державного суверенітету та територіальної цілісності України, вірність військовій присязі під час російсько-української війни, відзначений — нагороджений орденом Богдана Хмельницького III ступеня (посмертно)[5].
- 20 квітня 2021 року — Почесна відзнака Чернігівської обласної ради «За мужність і вірність Україні»[6].

1 вересня 2014 року, за сприяння чернігівської Самооборони та обласної організації ВО «Свобода», на фасаді будівлі Чернігівського ліцею № 15 (вулиця Козацька, 10), де навчався Олексій Коновалов, відкрито меморіальну дошку-барельєф на його честь.